# Монтероссо-Грана
Монтероссо-Грана, Монтероссо-Ґрана (італ. Monterosso Grana, п'єм. Montross) — муніципалітет в Італії, у регіоні П'ємонт,  провінція Кунео.
Монтероссо-Грана розташоване на відстані близько 510 км на північний захід від Рима, 80 км на південний захід від Турина, 19 км на захід від Кунео.
Населення — 517 осіб (2014).
Щорічний фестиваль відбувається 25 липня. Покровитель — San Giacomo.

## Демографія
Населення за роками:

Станом на 1 січня 2023 року в муніципалітеті офіційно проживали 83 іноземці з 20 країн, серед них 32 громадяни країн Євросоюзу.

## Сусідні муніципалітети
- Кастельманьо
- Демонте
- Дронеро
- Монтемале-ді-Кунео
- Прадлевес
- Ріттана
- Вальграна
- Валлоріате